# Sedia Wassily
La Sedia o Poltrona Vasilij, conosciuta anche come sedia Modello B3, fu disegnata da Marcel Breuer. All'epoca 1925 era direttore del laboratorio del legno presso il Bauhaus di Dessau.

## Storia
Questa sedia fu rivoluzionaria nell'uso dei materiali (eisengarne tubi di acciaio nichelato piegato) e nei metodi di produzione. Dopo aver sperimentato la solidità del tubo d'acciaio, usato per la costruzione della bicicletta Adler, Breuer pensò di usare i tubi d'acciaio per costruire mobili.
Per la realizzazione della sedia Breuer si era rivolto alla Adler, ma la ditta non accettò, allora si rivolse alla ditta Mannesmann che, già dal 1885-86, lavorava con tecniche innovative i tubi d'acciaio. Quindi si fece piegare i singoli elementi di cui aveva bisogno e costruì il primo prototipo.
Nello stesso anno Le Corbusier aveva presentato all'Esposizione delle arti decorative di Parigi una scala in tubo d'acciaio "costruito come il telaio di una bicicletta".
La posizione del sedile e dello schienale della B 3 attestano l'influenza della sedia rossa e blu (Rood-blauwe stoel) di Gerrit Rietveld. 

## Produzione
La sedia B 3, prodotta nel 1926 dalla Standard Möbel di Berlino, divenne un prodotto di massa nei sessanta dopo che Dino Gavina nel 1962, dopo aver conosciuto il designer ungherese a New York, lo aveva convinto a rieditare la sedia tubolare. Quando Gavina seppe che Kandinskij aveva chiesto che il primo esemplare fosse destinato al salone del suo appartamento, decise di produrla con il nome Wassily.
Nel 1968 la Knoll di New York comprò la Gavina Spa di Bologna, compresa la produzione della sedia, che è ancora in produzione.